# 教会成長運動
教会成長運動(きょうかいせいちょううんどう,Church Growth Movement)は20世紀後半に、海外宣教論、伝道論、教会形成論など、宣教学全般に最も大きな影響力を持つようになった学派、神学的活動である。
ドナルド・マクギャヴランがこの運動の創始者である。

## 歴史
マクギャヴランはアメリカ人の宣教師の子として、インドに生まれた。祖父母もインドの宣教師であったマクギャヴラン自身も、インドで30年間宣教師として働く中で、地域には成長する教会と成長しない教会があるという現実を見た。そのような現実に問題意識をもって生涯の研究課題とすることにした。そして、ケニア、コンゴ、ナイジェリア、メキシコ、タイ、日本などに行って調査を行った。
そして、26年に及ぶ研究の結果を元に帰国して、オレゴン州ユージンの大学のキャンパス内に教会成長研究所を設立した。そして、福音派の海外宣教団体の指導者たちの研修会で、研究成果を発表するようになった。数年後、マクギャヴランはフラー神学校に世界宣教学部の初代学部長として招聘されて、教会成長研究所は世界宣教学部に吸収合併された。
1970年代に入って、教会成長運動は海外宣教ではなくて、北米の教会における伝道のための有効な理論として、注目されるようになった。フラー神学校の教授だった、ピーター・ワグナーがその理論を北米にスタイルに合うように整えた。

## 理念
- 福音を世界の人に伝えて、宣教の大命令を果たすという世界宣教への関心に基づく運動である。
- 凡ての民族に共通する聖書信仰を基本としている。
- 世界宣教を教会の成長・増加という観点で捕らえなおした。
- 宣教についての、社会学や人類学を利用して、調査結果、統計、分析を採用して社会学の一分野である。

## 主な研究者
- アラン・R・ティペット
- ウルフ・ウィンター
- ピーター・ワグナー
- J・エドウィン・オア
- アーサー・グラッサー
- チャールズ・クラフト